# 格拉茨附近卡尔斯多夫
格拉茨附近卡尔斯多夫是奥地利施蒂利亚州格拉茨城郊县的一个市镇。总面积15.08平方公里，总人口5324人，人口密度353.1人/平方公里（2001年）。